# Кролль, Исаак Моисеевич
Исаак Моисеевич Кролль (также Кроль; 1898—1942) — советский театральный режиссёр. Заслуженный артист РСФСР (31 марта 1939)

## Биография
Ученик Всеволода Мейерхольда, Исаак Кролль во второй половине 1920-х — начале 1930-х годов ставил спектакли в различных ленинградских театрах, в том числе в Большом драматическом. В 1933 году вместе с группой актёров основал в Ленинграде Новый театр (ныне Театр им. Ленсовета), став его художественным руководителем и директором.
С 1936 года в стране развернулась борьба с формализмом и «мейерхольдовщиной», и в 1937 году Кролль был из театра уволен. С 1938 года работал в качестве режиссёра-постановщика в Московском государственном еврейском театре. «Среди других режиссёров, работавших в ГОСЕТе, — пишет Н. Р. Балатова, — (а это были знаменитые в то время Фёдор Каверин, Меер Гершт, Эммануил Каплан), Исаак Кролль выделялся самобытностью и яркостью таланта». Последним его спектаклем на сцене ГОСЕТа стали «Испанцы» М. Ю. Лермонтова, поставленные к годовщине гибели поэта.
В 1942 году Исаак Кролль, по одним данным, погиб на фронте, по другим, был эвакуирован из Ленинграда и умер от дистрофии

## Театральные постановки

### Большой драматический театр
- 1926 — «Мировой фильм» В. Зака
- 1927 — «Сэр Джон Фальстаф» по трагедии У. Шекспира «Король Генрих IV» (вместе c П. К. Вейсбрём)

### Новый театр в Ленинграде
- 1933 — «Бешеные деньги» А. Н. Островского[6][7]
- 1936 — «Три сестры» А. П. Чехова[8]

### Московский государственный еврейский театр
- 1938 — «Бар-Кохба» С. З. Галкина
- «Профессор Полежаев» по пьесе Л. Рахманова «Беспокойная старость»
- 1940 — «Цвей кунилэмлэх» (водевиль) А. Гольдфадена в литературной редакции З. М. Шнеера (Окуня)[9]
- 1941 — «Испанцы» М. Ю. Лермонтова